# Método (informática)
En la programación, un método es una subrutina cuyo código es definido en una clase y puede pertenecer tanto a una clase, como es el caso de los métodos de clase o estáticos, como a un objeto, como es el caso de los métodos de instancia. Análogamente a los procedimientos en lenguajes imperativos, un método consiste generalmente de una serie de sentencias para llevar a cabo una acción, un juego de parámetros de entrada que regularán dicha acción o, posiblemente, un valor de salida (o valor de retorno) de algún tipo.
La diferencia entre un procedimiento (generalmente llamado función si devuelve un valor) y un método es que este último, al estar asociado con un objeto o clase en particular, puede acceder y modificar los datos privados del objeto correspondiente de forma tal que sea consistente con el comportamiento deseado para el mismo. Así, es recomendable entender a un método no como una secuencia de instrucciones sino como la forma en que el objeto es útil (el método para hacer su trabajo). Por lo tanto, podemos considerar al método como el pedido a un objeto para que realice una tarea determinada o como la vía para enviar un mensaje al objeto y que este reaccione acorde a dicho mensaje.

## Tipos de métodos
Como ya se mencionó, los métodos de instancia están relacionados con un objeto en particular, mientras que los métodos estáticos o de clase (también denominados métodos compartidos), están asociados a una clase en particular. En una implementación de constructores, siendo estos métodos de instancia especiales llamados automáticamente cuando se crea una instancia de alguna clase. En Java y C++ se distinguen por tener el mismo nombre de la clases a la que están asociados. Lenguajes como Smalltalk no requieren constructores ni destructores.
Los métodos de acceso son un tipo de método normalmente pequeño y simple que se limita a proveer información acerca del estado de un objeto. Aunque introduce una nueva dependencia, la utilización de métodos es preferida a acceder directamente a la información para proveer de una nueva capa de abstracción (programación orientada a objetos). Por ejemplo, si una clase que modela una cuenta bancaria provee de un método de acceso "obtenerBalance()" en versiones posteriores de la clase se podría cambiar el código de dicho método substancialmente sin que el código dependiente de la clase tuviese que ser modificado (un cambio sería necesario siempre que el tipo de dato devuelto por el método cambie). Los métodos de acceso que pueden cambiar el estado de un objeto son llamados, frecuentemente, métodos de actualización o métodos de mutación; a su vez, los objetos que proveen de dichos métodos son denominados objetos mutables.
- Datos: Q815844